# 交響曲第21番 (モーツァルト)
交響曲第21番 イ長調 K. 134 は、ヴォルフガング・アマデウス・モーツァルトが作曲した交響曲である。

## 概要
1772年の7月にザルツブルクで作曲されたもので、作曲の動機については不明である。
3曲からなる交響曲の連作（第19番、第20番、第21番）において、モーツァルトは管楽の組み合わせを1曲ごとに変えている。この第21番もオーボエを使用せずフルート2本とホルン2本の組み合わせにしている。

## 楽器編成
フルート2、ホルン2、弦楽

## 構成
全4楽章の構成で、演奏時間は約20分。
- 第1楽章 アレグロ
イ長調、4分の3拍子、ソナタ形式。
- 第2楽章 アンダンテ
ニ長調、4分の2拍子、ソナタ形式。
- 第3楽章 メヌエット - トリオ
イ長調 - ニ長調、4分の3拍子、複合三部形式。
- 第4楽章 アレグロ
イ長調、2分の2拍子、ソナタ形式。